# إيفان باسو
إيفان باسو (بالإيطالية: Ivan Basso)‏ مواليد 26 نوفمبر 1977 في غالاراتي، إيطاليا، هو دراج إيطالي في صنف سباق الدراجات على الطريق.

## سباقات أو مراحل فاز بها
- طواف فرنسا
- طواف إيطاليا

## روابط خارجية
- إيفان باسو على موقع الاتحاد الدولي للدراجات (الإنجليزية)
- إيفان باسو على موقع أرشيف الدراجات (الإنجليزية)
- إيفان باسو على موقع إحصائيات الدراجات الإحترافية (الإنجليزية)
- إيفان باسو على موقع نسبة الدراجات (الإنجليزية)
- إيفان باسو على موقع CycleBase (الإنجليزية)
- إيفان باسو على موقع CONI honoured athlete website (الإيطالية)
- الموقع الرسمي